# Forth and Clyde Canal Pathway

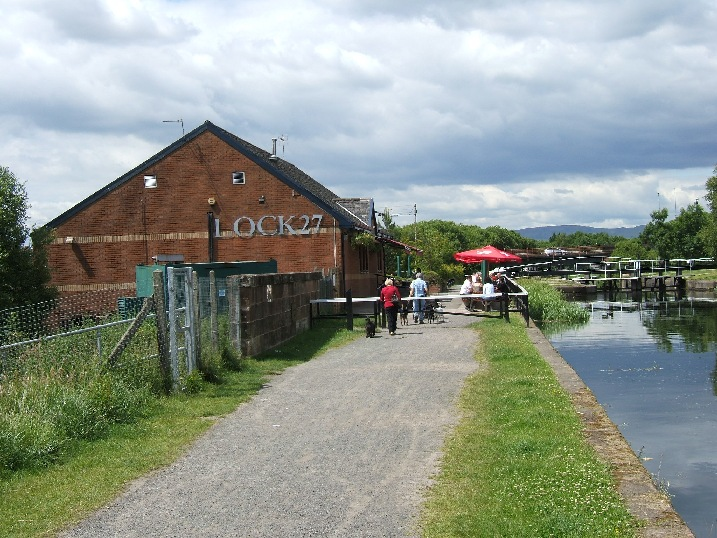

De Forth and Clyde Canal Pathway is een langeafstandswandelpad (Great Trail) in Schotland langs het Forth and Clyde Canal. Het pad is 106 kilometer lang en loopt van Bowling tot Lochrin.